# Carucedo
Carucedo é um município da Espanha na província de León, comunidade autónoma de Castela e Leão, de área  km² com população de 689 habitantes (2007) e densidade populacional de 18,40 hab/km². É um dos municípios do Bierzo onde se fala galego.

## Demografia
| Variação demográfica do município entre 1991 e 2004 | Variação demográfica do município entre 1991 e 2004 | Variação demográfica do município entre 1991 e 2004 | Variação demográfica do município entre 1991 e 2004 |
| --------------------------------------------------- | --------------------------------------------------- | --------------------------------------------------- | --------------------------------------------------- |
| 1991                                                | 1996                                                | 2001                                                | 2004                                                |
| 712                                                 | 674                                                 | 669                                                 | 649                                                 |

## Património edificado
- Las Médulas – antiga exploração aurífera romana declarada Património da Humanidade pela UNESCO em 1997.